# 4589 McDowell
4589 McDowell је астероид главног астероидног појаса чија средња удаљеност од Сунца износи 2,433 астрономских јединица (АЈ).
Апсолутна магнитуда астероида је 13,8.